# 金星特急
『金星特急』（きんせいとっきゅう）は、嬉野君による日本のライトノベル。イラストは高山しのぶが担当。『小説ウィングス』（新書館）にて2009年5月から2012年8月まで連載され、文庫版はウィングス文庫（新書館）より2010年1月から刊行されている。

## ストーリー
絶世の美女「金星」の花婿に選ばれれば、この世の栄華は思いのまま。だが花婿候補を運ぶ特別列車「金星特急」に乗って、帰ってきた者は一人もいない。一目惚れした「金星」に会うため、入ったばかりの高校を中退して「金星特急」に乗り込んだ錆丸。やたらと腕の立つ正体不明の無愛想男・砂鉄と、天然大喰らいの美貌の騎士・ユースタスを仲間に、錆丸の途方もない旅が幕を開ける。

## 登場人物

### 主要人物
アカシ 錆丸（あかし さびまる）
赤い髪が特徴的だが顔立ちは普通の小柄な少年。人が好く、好奇心旺盛で物怖じしない性格。花街で育ったため、人間観察と女性の扱いに長けている。
産みの母親は花魁で、父親は西洋人だが、育ての親は別にいる。ある理由から成長が止まっており、体質も特殊となっている。
初恋の少女、金星に会うために特急に乗り込んだ。ペットのトカゲのウェルをいつも持ち歩いている。特急の切符代わりのピアスの石は瞳の色と同じでオリビン。
砂鉄とユースタスと一緒に行動していたが、ひとり誘拐されて特急に乗り遅れた後は夏草と三月を雇い、特急を追う。
旅を通して心身ともに成長していく。また、テレビの効果により「蝶の子」として世界的に英雄視され、人気を集めていく。
砂鉄（さてつ）
長身で黒髪、隻眼。右目は10才の時に人攫いから妹を守ろうとして失った。無愛想で口が悪く、一匹狼的な性格。冷静沈着で時に無情なほど厳しいが、話は通じる。
傭兵集団・月氏の黒の二鎖で腕が立つ。ヘビースモーカー。ピアスの石は虎目石。
行方不明の妹、彗星を探すために特急に乗った。その手がかりを持つ錆丸と、第六感の強いユースタスを利用価値があると判断し、行動を共にする。
ユースタスの見た目が好みで、彼女が女であることも最初に気づいた。旅を始めた当初はユースタスを利害関係でしか見ていなかったが、やがて異性として気になりだす。
錆丸の見立てだと「素っ気ない顔をしていても、執着が激しいタイプ」。27歳。
ユースタス・ユーハン・ユレンシェーナ
王子様と見粉う金髪碧眼の美形。聖マセッティ騎士団領出身。罰として死の列車に乗せられた元騎士。ピアスの石はサファイア。
物腰柔らかでお人好しと言えるほど優しいが、強い信念を持っており、清廉潔白な性格をしている。美しい見た目に反して大食らいかつ天然でもある。
実は女性だが、9年前に得た特殊な力を使って、周囲に自分が男性だと惑わせている。複雑な過去を持っており、大人の男性が苦手。
名前を褒めてくれた錆丸を守ることに旅の意義を見出し、錆丸と砂鉄と共に行動する。最初は苦手だった砂鉄に徐々に惹かれていく。23歳。
アルベルト・サヴォイア
金星特急に唯一途中乗車できた、ロヴェレート王国第二王子にして純国語普及委員会所属の言語学者。
長身で垂れ目のハンサム。髪は濃い金茶色で瞳は琥珀色。眼鏡をかけている。ピアスの石は目の色と同じ琥珀。
紳士的だが慇懃無礼で腹黒い。好奇心旺盛で知識に貪欲。羊追い祭りで傭兵相手にあっさり騙し討ちするなど、肝が据わっている。砂鉄や妹と仲が悪い。
金星の謎に魅入られたのと、ある使命感から金星特急に乗り込んだ。27歳。
ウェル
錆丸の飼いトカゲ。金星につながる鍵ではないかと、砂鉄に密かに目されている。
金星（きんせい）
その花婿に選ばれればこの世の栄華は思いのままと言われている、正体不明の絶世の美女。人を木に変えたり車両を潰すこともできる全知全能に近い存在。
白バベル
金星特急の車掌。言葉が通じないことから「バベルの塔」の古事にちなんでこう呼ばれている。
黒バベル
金星特急の運転手。言葉が通じないことから「バベルの塔」の古事にちなんでこう呼ばれている。

### 花婿候補
アカシ 錆丸（あかし さびまる）
詳細は#アカシ錆丸を参照。
砂鉄
詳細は#砂鉄を参照。
ユースタス・ユーハン・ユレンシェーナ
詳細は#ユースタス・ユーハン・ユレンシェーナを参照。
アルベルト・サヴォイア
詳細は#アルベルト・サヴォイアを参照。
灘 一（なだ はじめ）
40歳ほどのがっしりした軍人。日本陸軍の命令で、病気の息子の手術費と引き換えに金星特急に乗り込んだ。誠実で家族思い。腕が立つ。
セトウチ・ヨウ
袴を着た、日本人形のような顔立ちの美少年。本名を明かさないので、錆丸達からはピアスの石の名前から「月長石」と呼ばれている。
無表情で話し方に抑揚がなく、不気味な雰囲気をまとっている。不幸な生い立ちから歪んだ精神を持った快楽殺人鬼で、旅の間も幾度となく毒殺を繰り返す。
イヴァンにユースタスを襲うよう唆し、切れた砂鉄に片耳を切り取られる。また、アルベルトには解毒剤入手の攻防戦で精神攻撃を受け敗北したため、彼を深く恨む。
ヨシダ
いかにも軽そうな茶髪の若い男性。6号車で殺し合いが発生した際、錆丸達の個室車両に移りたいとすがるが、砂鉄に邪魔だからと拒否される。
その後は錆丸に教えてもらい灘陸佐にくっついている。
レジナルド・ヒューズ
タキシード姿の黒人男性。アメリカ出身。比喩を徹底的に排する表現で評価されている若手詩人で、ジョン・ダンは唯一の親しい友人。金星に恋をしたので金星特急に乗った。
いつも微笑を浮かべており、目が合うと笑いかけてくれる、どこか浮世離れした人。
バドル・アッディーン
仏頂面で眼光鋭いエジプト人男性。腰には大振りの幅広剣を差している。金星特急に乗り込んで消滅した甥と、金星堂で失踪した姪を捜すために特急に乗った。
無愛想で冷たいが、意外にも子供好きな一面がある。軍人で砂鉄と互角に戦えるほど強い。
イヴァン・アニキエフ
大柄なロシア人脱走兵。腕は立つが軍での揉め事が多く、最前線に送られるのが嫌で特急に逃げ乗った。
ミキタ・タケシ
鉄道オタクの日本人。特急に興味があるだけで金星には興味がない。イヴァン、トッド、レジナルドと仲が良く、4人で行動している。
トッド・トバイアス
鉄道オタクのイングランド人。ミキタと元々知り合いで、ふたりで特急に乗り込んだ。

### 行方不明の女性
彗星
パリのカルチェ・ラタンにある金星堂で失踪した女性。傭兵だがシータ姫の父親である藩王の依頼で、シータ姫の行方を追っていた。
不思議な空間で目覚めた後、同じ境遇の少女たちを発見し、外敵から守る。詳細は#彗星を参照。
マリア
ブラジルのサンバドールの金星堂でお祈り中に行方不明になった女性。20歳。訛りの強い世界語を喋る。年の離れた恋人がおり、様々な事情から両親に反対されていた。
明るく陽気なサバサバした性格で、不思議な空間で目覚めた後、少女たちを精神的に支える。
クリスティーナ・ベルツ
ベルリンの金星堂で失踪した少女。同性愛者。女友達に告白して振られるどころか心無い言葉を浴びせられ、自暴自棄になっていた。本来はムードメーカータイプ。
ヤスミン・アッディーン
エジプトの金星堂で失踪した少女。金星特急に乗り込んで消滅した双子の弟と夢を共有できる力を持つ。弟に恋をしていたため、金星に嫉妬していた。バドルの姪。
シータ・クマーリ
インドの金星堂で失踪した姫。身分違いの恋に苦しんでいた。しっかりした頭のいい女性。
ミシェル・ベアール
パリの金星堂で失踪した修道女。神父に恋して苦しんでいた。吃音がコンプレックスで、おどおどしている。

### 上海
劉強（リュウチャン）
最初の停車地、上海を牛耳る大物マフィア。病に侵されており、不老不死を手に入れるために金星を欲していた。
ランダムに潰れていく車両から見事に脱出した錆丸達をテレビ中継で観ていたため、錆丸達が上海に着くと屋敷に招き、ボディガードとして雇って特急に途中乗車しようとした。
しかしそれはできず、樹に変えられてしまう。ボディガードの報酬として事前に3人に欲しいものを尋ね、ユースタスには懐中時計、砂鉄には煙草、錆丸には刀を与えた。
暁玲（シャオリン）
劉強の子飼いの高級娼婦。心優しい女性で、頭につけた飴の簪を貧しい子供に渡している。
年の離れた劉強を一人の男性として愛している。ある願いのために金星特急を追うことを決意し、ミヤザキ、伊織、射手座と行動を共にする。

### フランス領インドシナ連邦
棕櫚王（シュロオウ）
二つ目の停車地、インドシナのジャングルの遺跡で出会った少年。鳥の仮面をつけており、浅黒い肌には護符のような細かい入れ墨がある。世界語ではない言語を話す。
錆丸と仲良くなり、彼らが金星の要求により探していた「王の火」をあげた。
ムーア
錆丸達がジャングルで出会ったフランス人の考古学者。錆丸達に鳥神王の伝説を語って教えた。
ジョン・ダン
銀髪と口ひげがかっこいい初老の男性。ニューヨークで出版されている詩の雑誌『金の鶏』の編集長でラジオ番組も持っている。
ラジオの生放送中にレジナルドからの電話で金星特急の停車地が吐蕃国のどこかだと知り、乗り遅れた花婿候補達にそれを伝えるためにインドシナまでやって来た。
ムーアをつてに錆丸達に会い、その情報を伝えると、他の花婿達を探しに街へ出て行った。錆丸曰く誠実で嘘をつかない「遊女に惚れられる顔してる」男性。
アンリ
金星特急に乗り遅れた錆丸達がフランス駐留軍に接触した際、出会った若い陸軍兵士。以前は空軍パイロットだったが、命令違反をしたため陸軍に飛ばされた。
錆丸達を吐蕃国の国境まで軍用機で送るどころか進んで領空侵犯し、金星特急を探してあげた。ゲリラとの戦いにまいっており、楽園と言われる吐蕃国に憧れていた。

### 吐蕃国
ラシィ
錆丸達を乗せた小型機が着陸した山の集落の長の末娘。錆丸達が金星特急の停車地に行くため峠越えをした際、頑なについてきた。
14、15歳の愛らしい少女だが実は妊娠しており、お腹の子を守るために異民族の恋人の元へ行きたい一心での行動だった。

### 月氏
鎖様（くさりさま）
月氏のトップに君臨し、傭兵斡旋をしている。骨董人形のような外見の美少女だが実は48歳。夏草の親代わり。
黒曜（こくよう）
黒の一鎖。後に月氏を辞めて敵対組織イェニツェリに所属する。黒髪で背は砂鉄と同じくらいだが体格は砂鉄よりも屈強。冷静沈着で無口。月氏最強の傭兵。
砂鉄と彗星の父親・眼窩は親友で、2人を傭兵に育て上げた。無名の実父だが親子として接したことは一度もない。砂鉄と無名には恨まれ、彗星には依存されていた。41歳。
彗星（すいせい）
黒の三鎖、砂鉄の妹。長い黒髪の美女でスタイルもいい。叶わぬ恋をする苦しみから養父の黒曜に依存し、彼と関係を持っていた。
世界中の金星堂で少女が消える事件を追っていた際、自身も行方不明になる。22歳。
雷鳥（らいちょう）
赤の一鎖。女性にしてはかなり背が高く胸も大きい美人。瞳は鳶色で、栗色の髪を右耳の上で一つにまとめている。先祖代々傭兵家業を営んでいる、生粋の傭兵。
若いころに夫を亡くしているが、性には奔放で砂鉄や三月と関係を持ったことがある。二鎖三人切りを目指しているが、無名には拒否されている。夏草に手を出す気はない。
酒豪でトラブルメーカーだが、赤鎖が「雷鳥様ファンクラブ」と称される程にはカリスマ性があり面倒見も良い。「月氏で一番女にモテる」とまで言われている。33歳。
無名（むみょう）
赤の二鎖。25歳。目はハシバミ色で、同色の長い髪を後ろで一つにまとめており、そばかすがある。遊牧民出身で、大家族の長男。
黒曜の実の息子で、月氏には黒曜を追って入る。見た目は黒曜と似ていないが、優秀さは引けを取らない。砂鉄と仲が良い一方で、黒曜と砂鉄に複雑な感情を抱いている。
彗星にずっと片想いしている。普段そんな素振りは見せないが雷鳥に心酔しており、なんだかんだでかなり世話を焼いている。
夏草（なつくさ）
白の一鎖。白鎖ではバディ・システムを採っており、三月が相棒。短い黒髪に黒い瞳の東洋人。本好きで料理上手。無口で人見知りだが、傭兵らしからぬ優しい心の持ち主。
金星特急に置き去りにされた錆丸に雇われて彼の旅に同道する。また、錆丸の先生として彼に生き残るための知識や考え方、体術を教える。22歳。
三月（さんがつ）
白の二鎖、夏草の相棒で番犬。甘い顔立ちでオレンジに近い赤髪とグレーの目を持つ。女好きでノリは軽いが、孤独な生まれ故に自暴自棄気味で切れると手が付けられない。
誰にでもいて自分にはいたことのない家族という存在に強いコンプレックスを持っていたが、錆丸との出会により心境が変化していく。かなりの甘党。25歳。
射手座（いてざ）
白の七十六鎖、綿雲の相棒。小柄で華奢な少女。漫画を読んで可愛いと思ったためセーラー服を着ている。天真爛漫。後に伊織と暁玲の護衛の任務に就く。15歳。
綿雲（わたぐも）
白の五十鎖、射手座の相棒。ブレザーの制服を着た美少女。腰と太腿にホルスターを巻いている。野心家。錆丸をテレビ局に売って金星の怒りに触れ樹に変えられる。16歳。
錫石（すずいし）
白の十七鎖。古株だったが、羊追い祭の際、色仕掛けをしてきた月長石に毒殺される。

### ロヴェレート王国
ヴィットリア・サヴォイア
ロヴェレート王国の王女でアルベルトの妹。ウェーブのかかった長い髪の美少女。ユースタスに恋しており、求婚して断られたため王宮の二階から飛び降りたことがある。
わがままで癇癪持ちで世間知らずだが、頭はいい。男嫌いでアルベルトと仲が悪い。ユースタスと砂鉄とアルベルトがグラナダに向かう際、無理やりついてくる。14歳。
ルキーノ
アルベルトのお付きの男。大柄で無骨だが、根は紳士的。好き放題なアルベルトに手を焼いている。
リオン
聖マセッティ騎士団の騎士。裕福な家柄の明るく快活な印象の美青年だが、男尊女卑な考え方をする。ユースタスの親友だったが、ユースタスが女だと知ると恋着する。

### トリポリ
ハサン
トゥアレグ族の商隊の長。蝶の子の大ファンで、トリポリで変装していた錆丸を一瞬で見抜き、声をかけてくる。砂漠を超えてジブラルタル海峡に行く錆丸達を送ると申し出る。

### その他
穂村 伊織（ほむら いおり）
錆丸の異父兄。長めの黒髪を無造作に一つにまとめており、着物は着流しで着ている。母親に似て意気地の強さと色気を感じさせる物凄い美貌の持ち主。
口調はべらんめえ言葉。自由人で悪い人間とばかりつるんでいるが、弟の錆丸のことは溺愛している。鬼灯を殺害した罪で少年院に入所していた過去を持つ。
金星特急に乗った錆丸を心配して、ミヤザキが独占取材することを条件に出版社ごとスポンサーになってもらい、錆丸を追う。26歳。
鬼灯（ほおずき）
伊織と錆丸の実母。老舗の遊女屋「鈴海老」の売れっ子花魁だった。伊織を溺愛している分、錆丸には全くの無関心だった。伊織に殺された。
ミヤザキ
雑誌記者。金星特急について取材していた際、錆丸の出自を知り伊織に接近するも、逆に脅されスポンサーとして伊織の金星特急を追う旅に付き合うこととなる。
ハハリ・ジュニア
ロスに住む数学や言語学の天才児。ハハリ博士の研究仲間であると同時に研究内容の記憶媒体の役割も担っている。
純国普に狙われる危険があるため、アルベルトの依頼で雷鳥と無名に保護され、グラナダにやって来る。巨乳が好きな8歳。
アリ・ハハリ
言語学の権威で、アルベルトの研究仲間。バベルの言語について研究していた。その研究内容から純国富に睨まれていた。92歳で亡くなる。
エミリー・サンズ
ハハリ博士の孫。アルベルトより8歳年上で、アルベルトの初恋の相手でもある。言語学者。
フィリップ神父
南仏の小さな教会の神父。飲んだくれているが、実は神の声に近い人物で、ユースタスの魔力にも惑わされず女性だと一目で見抜いた。滅びた言語を写し続けている。
ザメンホフ
純国府のトップ。ザメンホフという名前は代々受け継ぐ役職名で、現在は４世。平和への思いが歪んだ結果、世界語以外の言葉を否定し、その民族ごと消そうとしている。
純国府と金星には公にしたくない関わりがあり、金星の正体を探るため、イェニツェリを雇い錆丸を誘拐する。
ノラ
ユースタスの乳母。家の中で唯一ユースタスを「お嬢様」と呼んでいた。ユースタスを心から愛し心配していた。ユースタスにとっても唯一の心の拠り所だった。故人。

## 既刊一覧

### 本編
- 嬉野君（著） / 高山しのぶ（イラスト） 『金星特急』 新書館〈ウィングス文庫〉、全7巻
  1. 2010年1月10日発売[3]、ISBN 978-4-403-54148-3
  2. 2010年6月10日発売[4]、ISBN 978-4-403-54153-7
  3. 2010年12月10日発売[5]、ISBN 978-4-403-54161-2
  4. 2011年6月10日発売[6]、ISBN 978-4-403-54168-1
  5. 2011年12月9日発売[7]、ISBN 978-4-403-54177-3
  6. 2012年6月8日発売[8]、ISBN 978-4-403-54180-3
  7. 2012年12月8日発売[9]、ISBN 978-4-403-54186-5
- 嬉野君（著） / 高山しのぶ（イラスト） 『続・金星特急 竜血の娘』 新書館〈ウィングス文庫〉、既刊4巻（2022年9月9日現在）
  1. 2021年3月10日発売[10]、ISBN 978-4-403-54228-2
  2. 2021年9月10日発売[11]、ISBN 978-4-403-54231-2
  3. 2022年3月10日発売[12]、ISBN 978-4-403-54237-4
  4. 2022年9月9日発売[13]、ISBN 978-4-403-54244-2

### 外伝
- 嬉野君（著） / 高山しのぶ（イラスト） 『金星特急・外伝』 新書館〈ウィングス文庫〉、2013年11月10日発売[14]、ISBN 978-4-403-54197-1

### 番外編
- 嬉野君（著） / 高山しのぶ（イラスト） 『金星特急・番外編 花を追う旅』 新書館〈ウィングス文庫〉、2020年6月10日発売[15]、ISBN 978-4-403-54222-0

### 関連書籍
- 嬉野君（著） / 高山しのぶ（著） 『高山しのぶ 金星特急画集』 新書館、2013年3月23日発売[16]、ISBN 978-4-403-65062-8